# 乳酸锆
乳酸锆是一种无色固体，用于某些体香剂。锆的羧酸盐呈配合物结构，化学式为 Zr(OH)4-n(O2CCHOHCH3)n(H2O)x（1 < n < 3）。
乳酸锆用于石油产业中的交叉链接剂，而交叉链接剂可以生产用于断裂流体的凝胶。这些流体被泵入石油储层，使岩石产生裂缝，从而提取石油。 它可以由氧化锆和乳酸反应而成。

## 危险性
乳酸锆的LD50超过10 g/kg，但被怀疑是少数用户锆肉芽肿（一种皮肤刺激）的起因。